# Macrovipera
Genre
Macrovipera est un genre de serpents de la famille des Viperidae.

## Répartition
Les deux espèces de ce genre se rencontrent en Afrique du Nord, au Moyen-Orient, en Asie centrale, en Asie du Sud et en Grèce.

## Liste des espèces
Selon The Reptile Database (1 août 2013) :
- Macrovipera lebetinus (Linnaeus, 1758)
- Macrovipera schweizeri (Werner, 1935)

## Taxinomie
Deux autres espèces étaient référencées dans ce genre : Macrovipera mauritanica et Macrovipera deserti, qui sont maintenant dans le genre Daboia sous les noms de Daboia mauritanica et Daboia deserti.

## Étymologie
Le nom de ce genre, Macrovipera, vient du grec μακρος, « grand » et de vipera car ce sont des vipères de grande taille.